# Clausirion
Clausirion is een kevergeslacht uit de familie van de boktorren (Cerambycidae). De wetenschappelijke naam van het geslacht werd voor het eerst geldig gepubliceerd in 1982 door Martins & Napp.

## Soorten
Clausirion omvat de volgende soorten:
- Clausirion bicolor Galileo & Martins, 2000
- Clausirion comptum Martins & Napp, 1982